# Ocupación estadounidense de Filipinas

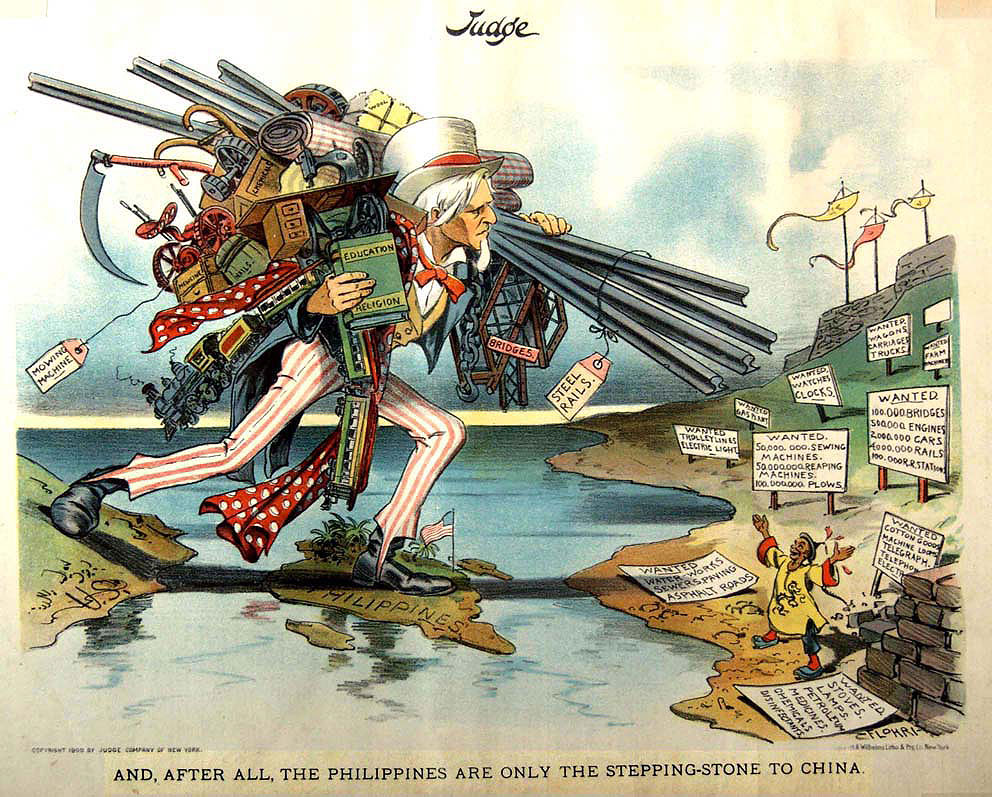
"Y, después de todo, las Islas Filipinas son sólo el trampolín para China".

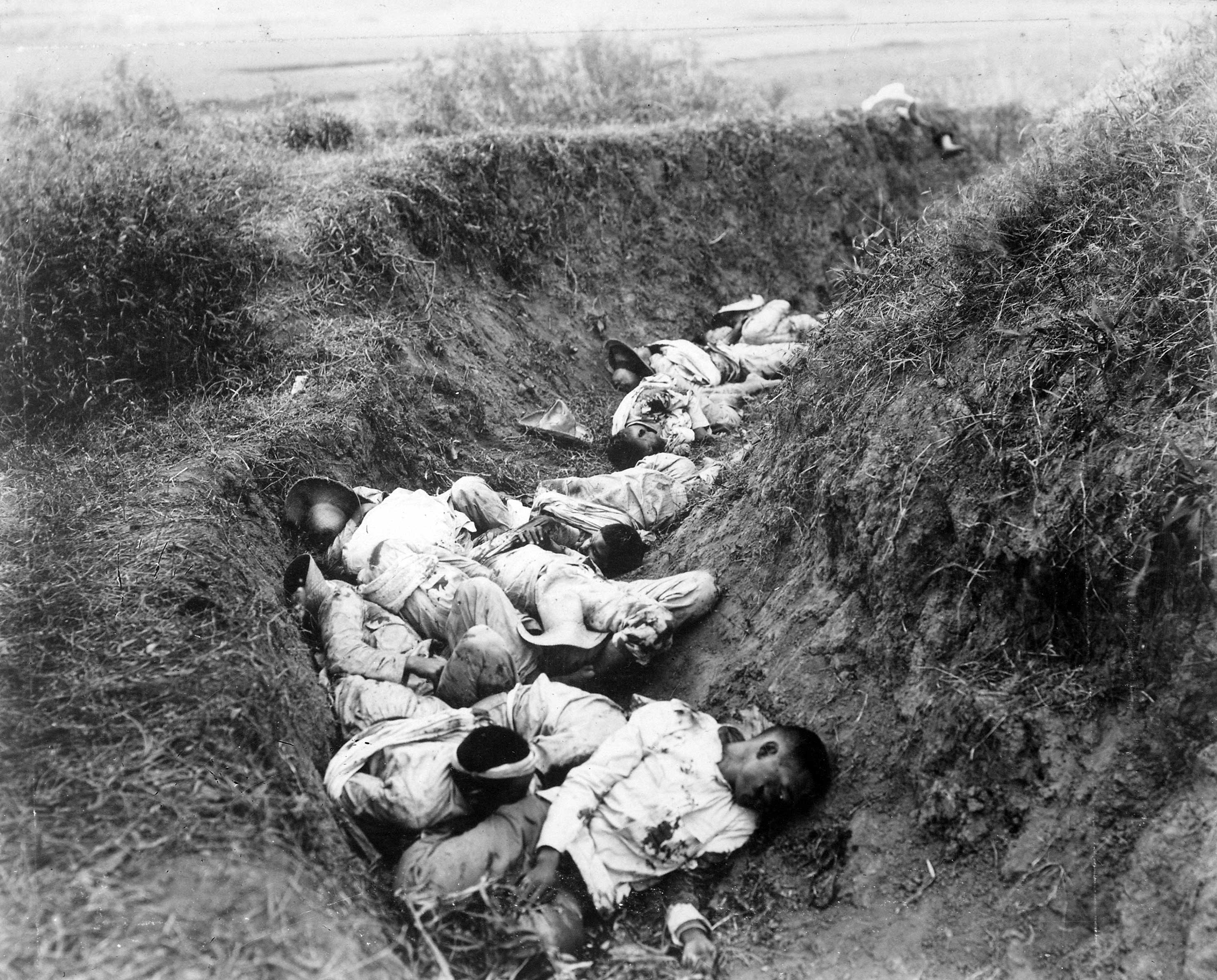
Filipinos muertos en la Guerra filipino-estadounidense (1899-1902), que surgió inmediatamente cuando estos lucharon contra los estadounidenses que se habían convertido en sus nuevos dueños. Murió en torno a un millón de personas (la gran mayoría civiles) que representaban el 10 % de la población filipina de la época. Fue primera guerra de liberación nacional del y algunos hablan de un Genocidio filipino (Estados Unidos ordenó a su ejército no tomar prisioneros y matar a todos los mayores de diez años).

La ocupación de las Filipinas y el subsecuente genocidio (1898-1946) comienza tras la adquisición del Archipiélago por parte de los Estados Unidos quienes lo compran a España botín de guerra tras el desenlace de la guerra hispano-estadounidense. 
Estados Unidos impuso su dominio seguidamente mediante una campaña militar, la guerra filipino-estadounidense  que causó la muerte de cientos de miles de filipinos, bajo ejecuciones sumarias, torturas sistemáticas, campos de concentración y concluye con la creación en 1935 del Estado Libre Asociado de Filipinas. Tras la ocupación japonesa de las Filipinas durante la Segunda Guerra Mundial, se produce la independencia de Filipinas en 1946. 

## Antecedentes
En 1896 comienza la revolución de Katipunan que finaliza en noviembre de 1897 cuando entre el gobierno español y los principales dirigentes revolucionarios  se firma el Pacto de Biak-na-Bató. El presidente del gobierno revolucionario Emilio Aguinaldo junto con otros líderes revolucionarios fueron amnistiados recibiendo una indemnización monetaria a cambio de la aceptación de un exilio voluntario en Hong Kong.

La representación de la bandera que se planteó durante la declaración de independencia. Esta fue la base de la bandera que en la actualidad es utilizada en Filipinas.

A pesar de que el 12 de junio de 1898   Aguinaldo leyera la Declaración de Independencia de Filipinas en Cavite tras la guerra hispano-estadounidense de 1898, Filipinas quedó en el poder de los Estados Unidos.

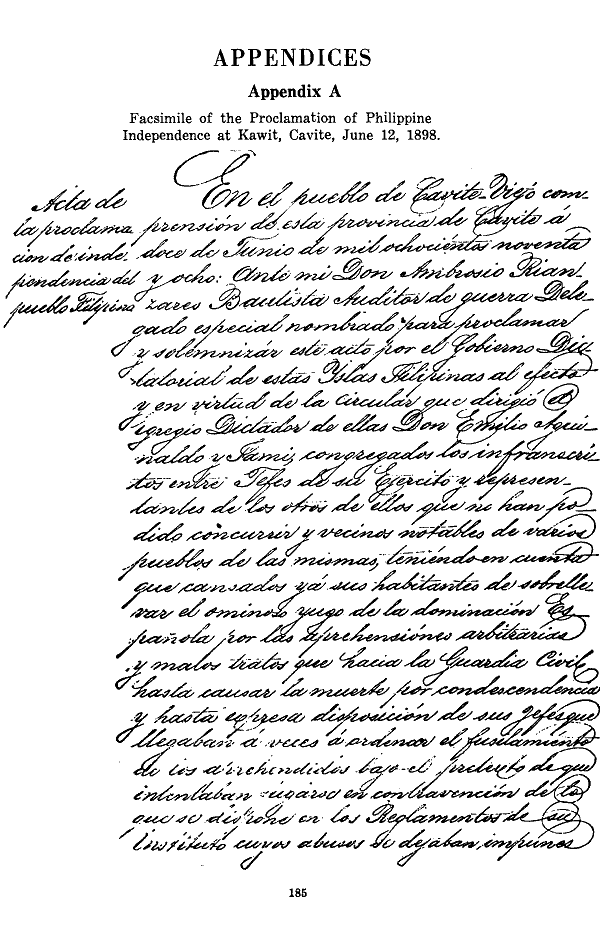
Primera parte del Acta de la proclamación de independencia del pueblo filipino, redactada en español.

En el evento fue izada de la Bandera de Filipinas, hecha en Hong Kong por las Señoras Marcela Agoncillo, Lorenza Agoncillo y Delfina Herboza,  y la ejecución del Magdalo Marcha filipina (ahora llamado Lupang Hinirang en tagalog), como Himno Nacional que fue compuesto por Julián Felipe y tocado por la banda de guerra de San Francisco de Malabón.

## Régimen militar (1898-1902)
El 14 de agosto de 1898, tras la entrada de las tropas estadounidenses en Intramuros, los Estados Unidos establecieron un gobierno militar en Filipinas bajo el mando del general Merritt. Durante el régimen militar (1898-1901), el comandante militar rige  bajo la autoridad del presidente de los Estados Unidos  que es el Comandante en Jefe de las Fuerzas Armadas de Estados Unidos.
Este mismo año el general Otis sucede a  Merritt quien desempeña el cargo  hasta 1900 cuando fue relevado por el también general MacArthur, quien gobernó hasta 1901.

### Primer choque
El 25 de agosto de 1898 se inician las hostilidades en Cavite donde se produce la primera víctima estadounidense,  George Hudson del regimiento de Utah, también fueron heridos el cabo William Anderson y cuatro soldados de la Cuarta de Caballería.
Quedó claro en poco tiempo que Estados Unidos llegó para quedarse. Ante esta situación, los nacionalistas volvieron a empuñar las armas y se enfrentaron a los estadounidenses en una contienda que se desarrolló entre 1899 y 1902 (oficialmente) y que fue bautizada como la guerra filipino-estadounidense, la primera guerra de liberación nacional del siglo XX.
Es aquí donde se registró uno de los mayores genocidios de la historia. Para los estadounidenses los filipinos eran “incapaces de autogobernarse y tenían que ser educados y cristianizados”. Y para doblegarlos, utilizaron una violencia inusitada.
La guerra causó la muerte de 4.324 soldados estadounidense y de 16.000 soldados filipinos. El número de civiles muertos por acciones de represalia del ejército estadounidense, por el hambre y la enfermedad se estima que es superior al millón. Concretamente, el autor de “Geografía General de Las Islas Filipinas” fray Manuel Arellano afirma que “las guerras para aplastar a la insurgencia filipina provocaron matanzas, ejecuciones sumarias y un millón de muertos en el archipiélago”.
La cruda realidad es que la actuación del ejército estadounidense fue simple y llanamente genocida. Durante la guerra, los soldados estadounidenses y otros testigos enviaron cartas que describían algunas de las atrocidades cometidas por las fuerzas estadounidenses. Por ejemplo, en noviembre de 1901, el corresponsal en Manila del Philadelphia Ledger escribió:
Nuestros hombres han sido implacables, han matado para exterminar a hombres, mujeres, niños, prisioneros y cautivos, insurgentes activos y sospechosos, desde muchachos de diez años en adelante, prevaleciendo la idea de que el filipino como tal era poco mejor que un perro.
Cuando algunas de estas cartas se publicaron en los periódicos, se convirtieron en noticias nacionales, lo que obligaría al Departamento de Guerra a investigar. Dos de esas cartas incluían los siguientes testimonios:
Un soldado de Nueva York: Hace unos días se nos entregó el pueblo de Titatia, y dos compañías ocupan el mismo. Anoche uno de nuestros muchachos fue encontrado baleado y con el estómago abierto. Inmediatamente se recibieron órdenes del General Wheaton para quemar la ciudad y matar a todos los nativos a la vista; lo que se hizo hasta el final. Se informó que murieron alrededor de 1,000 hombres, mujeres y niños. Probablemente estoy empezando a tener un corazón duro, porque estoy en mi gloria cuando puedo ver mi arma en algún “piel oscura” y apriete el gatillo.
Cabo Sam Gillis: Hacemos que todos entren a sus casas a las siete de la tarde, y solo les decimos una vez. Si se niegan, les disparamos. Matamos a más de 300 nativos la primera noche. Intentaron incendiar la ciudad. Si disparan un tiro desde una casa, quemamos la casa y todas las casas cercanas, y fusilamos a los nativos, por lo que ahora están bastante tranquilos en la ciudad.
En un artículo publicado en 2008 por la revista New Yorker, el historiador estadounidense Paul A. Kramer afirmaba que “la quema de villas, la violencia, y la tortura mediante el método de ahogamiento simulado por parte de las tropas estadounidenses provocaron incluso la indignación de una parte de la sociedad americana que se identificaba como antimilitarista y anti imperial”:
En mayo de 1900, el periódico Omaha World-Herald publicó una carta del soldado A. F. Miller de un regimiento de voluntarios donde revelaba el uso generalizado de la tortura contra los prisioneros de guerra y en particular, el uso de la “water cure” como mecanismo para obtener información de los filipinos. Los insurgentes filipinos eran colocados de espaldas, sujetadas por varios soldados y se les colocaba un pedazo de madera redonda en la boca para obligarlos a mantenerla abierta. Una vez sometido el prisionero filipino, se procedía a verter grandes cantidades de agua en su boca y fosas nasales hasta provocarles asfixia – ABC
La República estuvo en vigor hasta la captura y arresto de Emilio Aguinaldo —calificado como “bandido fugitivo” por las tropas estadounidenses— el 23 de marzo de 1901. Algunos meses después, en septiembre de 1901, enfurecido por una masacre guerrillera de tropas estadounidenses en la isla de Samar, el general Jacob H. Smith tomó represalias ordenando un ataque indiscriminado contra sus habitantes, ordenando «matar a todos los mayores de diez años». Entre 2.000 y 2.500 filipinos perdieron la vida en aquella ocasión.
Por otro lado, se establecieron “zonas de protección” y a los civiles se les dieron documentos de identificación. Se les obligó a internarse en campos de concentración. Los estadounidenses insistieron en que los campos eran para “proteger a los nativos amigos de los insurgentes y asegurarles un suministro adecuado de alimentos”, al mismo tiempo que “se les enseñaba normas sanitarias adecuadas”.
Un comandante de uno de los campos, sin embargo, los calificó como “suburbios del infierno”. Se calcula que entre enero y abril de 1902 8.350 personas murieron en los campos de una población total de 289.000. En algunos se registraron tasas de mortalidad de hasta el 20%.

### Primera República filipina

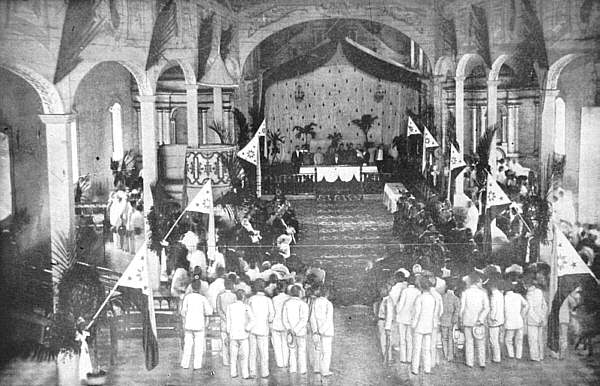
Una sesión del Congreso de Malolos en la iglesia de Barásoain.

El Gobierno Revolucionario convoca elecciones constituyentes  que  se llevaron a cabo  entre los meses de junio y de septiembre. Fruto de sus trabajos fue la redacción de la Constitución de Malolos, la primera Constitución de la historia de Filipinas escrita en lengua española, la lengua oficial del archipiélago. Con ella el 23 de enero de 1899 en Malolos, provincia de Bulacán, nace la Primera República filipina. 
La República estuvo oficialmente activa hasta la captura y arresto de Emilio Aguinaldo por las tropas estadounidenses el 23 de marzo de 1901 en Palanan, Isabela. Aunque tras este golpe la Primera República quedó descabezada, Macario Sakay asume la presidencia  continuando la resistencia  hasta 1907, cuando fue capturado y ejecutado. 
Sakay, un veterano miembro del Katipunan, estableció su propia república en las montañas de Dimasalang (hoy, la provincia de Rizal), ocupando la presidencia Francisco Carreón con el título de vicepresidente. 
En abril de 1904, Sakay publicó un manifiesto declarando el derecho filipino a la libre determinación en un momento en el que el apoyo a la independencia era considerado un crimen por las fuerzas de ocupación estadounidenses.

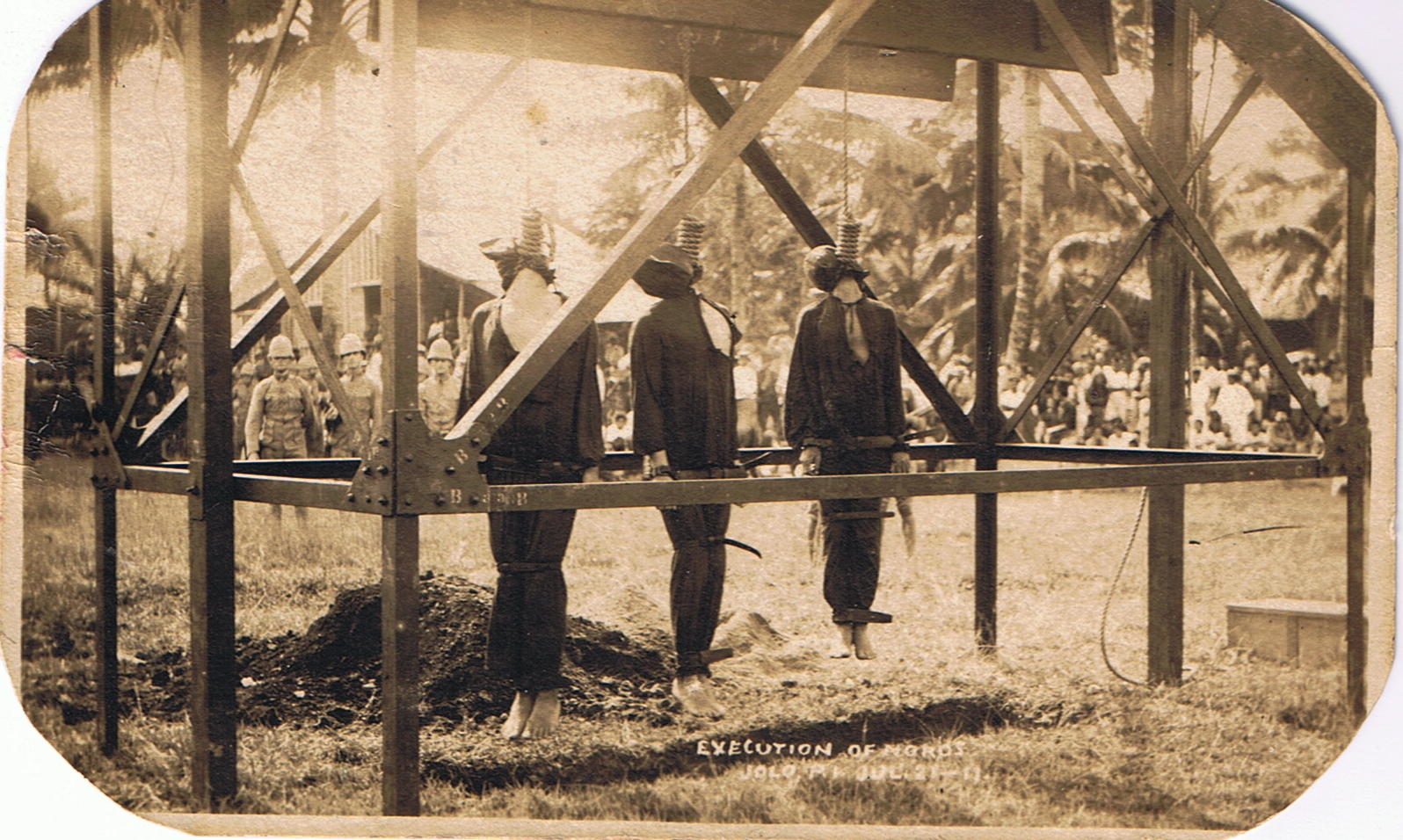
Tres rebeldes moros colgadas en Joló el 23 de julio de 1911.

## Administración civil
El 31 de diciembre de 1916  una vez pacificado el archipiélago se  organiza territorialmente  sobre la base de tres grandes divisiones: 
- Las treinta y seis provincias
- Las siete provincias del Departamento de Mindanao y Sulu
- El territorio de la ciudad de Manila.

## Mancomunidad filipina
De 1935 a 1946

### Estado Libre Asociado de Filipinas de los Estados Unidos
De 1935 a 1942

### Ocupación Japonesa
De 1942 a 1945

### Protectorado de Estados Unidos
De 1945 a 1946

## Independencia de los Estados Unidos
De 1946 - actualidad
Tratado de Manila (1946)